# إرنست فورد كوشران
إرنست فورد كوشران (بالإنجليزية: Ernest Ford Cochran)‏ هو محامي وقاضي أمريكي، ولد في 12 سبتمبر 1865 في أندرسون في الولايات المتحدة، وتوفي في 4 مارس 1934.